# Pyrolycus
Pyrolycus es un género de peces de la familia Zoarcidae en el orden de los Perciformes.

## Especies
Se reconocen las siguientes 3 especies del género:
- Pyrolycus jaco Frable, Seid, Bronson & Møller, 2023.[1]
- Pyrolycus manusanus Machida & Hashimoto, 2002.[2]
- Pyrolycus moelleri Anderson, 2006.[3]